# Ian Levine
Ian Geoffrey Levine (Blackpool, 22 giugno 1953) è un disc jockey e produttore discografico britannico, considerato uno dei principali esponenti delle scene Northern soul e hi-NRG.

## Biografia

### Primi anni di vita
Levine è nato a Blackpool nel 1953. I suoi genitori erano facoltosi ebrei che gestivano un complesso residenziale nella sua città natale. All'età di tredici anni, Levine iniziò a collezionare dischi soul e R&B.
Era già attivo come produttore e scrittore di canzoni negli anni sessanta (compare nei crediti del successo dei Checkmates, Ltd. Black Pearl, pubblicato nel 1969).

### Anni 1970
Terminati gli studi nel 1971, Levine si occupò di cercare singoli di musica afroamericana da trasmettere nel Mecca di Blackpool, importante club Northern soul. Mentre si trovava in vacanza in Florida con i genitori, acquistò in blocco quattromila singoli durante una rivendita di beneficenza.
Diventato il DJ del Mecca, Levine divenne una delle personalità più importanti e apprezzate di tutto il Northern soul; il suo successo lo portò a essere intervistato da John Peel nel 1973.
Dopo aver fatto arrivare Love on a Mountain Top di Robert Knight nella Top 10 nel Regno Unito, Levine e Dave McAleer compilarono Solid Soul Sensations, edita nel 1974 e piazzatasi alla posizione numero 30 della classifica degli album britannici. Con l'aiuto economico del padre, viaggiò a New York e co-produsse Reaching for the Best del gruppo femminile The Exciters, che raggiunse il numero 31 della classifica dei singoli del Regno Unito e vendette 80.000 copie. Ciò permise a Levine di recarsi poi a Chicago, dove fece un provino e ingaggiò tre cantanti sconosciuti: Postman LJ Johnson, Barbara Pennington ed Evelyn Thomas. Levine produsse i dischi di debutto di Thomas e Johnson entrati entrambi nella Top 30 del Regno Unito. Pennington avrà nuovamente grande successo negli Stati Uniti con 24 Hours a Day, raggiungendo la posizione numero 4 della classifica disco. Lo stesso valse per James Wells, altro artista che lavorò con Levine e la cui My Claim to Fame raggiunse anch'essa la posizione numero 4 nel 1978.
Levine venne criticato dai puristi del Northern soul quando, negli anni settanta, smise di affidarsi alle sonorità frenetiche e in stile Motown che avevano da sempre contraddistinto la scena e iniziò a trasmettere un soul più vicino ai gusti contemporanei, come ad esempio quello dei Carstairs.

### Anni 1980
Levine viene considerato uno dei pionieri nonché il principale produttore discografico dell'hi-NRG. Durante la prima metà degli anni ottanta, il negozio di dischi londinese Record Shack diede duemila sterline a Levine per costituire, un'etichetta omonima sotto forma di joint venture. Il primo disco della Record Shack Records, So Many Men, So Little Time di Miquel Brown, vendette due milioni di copie e raggiunse la posizione numero 2 della classifica dance americana. In seguito venne pubblicato High Energy di Evelyn Thomas, che con le sue sette milioni di copie vendute, divenne il maggiore successo a cui lavorò Levine.
Nel 1986 Levine inaugurò la Nightmare Records, che pubblicò i dischi di Bobby Taylor, Barbara Pennington, Pearly Gates e Viola Willis tra i tanti. L'anno seguente aprì la Motorcity Records, che resterà attiva fino al 1992. Il catalogo dell'etichetta comprende artisti come Kim Weston, The Velvelettes, Frances Nero, Edwin Starr e The Fantastic Four.
Nel frattempo, Levine aveva missato artisti dance e pop come Pet Shop Boys, Bucks Fizz, Erasure, Kim Wilde, Bronski Beat, Amanda Lear, Bananarama, Tiffany, Dollar e Hazell Dean.

### Anni 1990
Levine scrisse e produsse i dischi di Take That (tra cui la loro cover di Could It Be Magic, che vinse ai Brit Awards nel 1993 nella categoria "miglior singolo britannico" e I Found Heaven), The Pasadenas (come, ad esempio, I'm Doing Fine Now, giunta alla posizione numero 4 nel Regno Unito) e Bad Boys Inc.

## Vita privata
Levine si è dichiarato gay.
Levine è responsabile di inusuali iniziative nostalgiche. Nel 1996 organizzò la più grande riunione familiare della storia, durante la quale parteciparono oltre seicento membri della famiglia materna. Quattro anni dopo organizzò una rievocazione della sua infanzia, alla quale furono presenti i suoi trenta compagni di classe.
Levine disponeva dell'unica serie completa di fumetti DC Comics al mondo. Dopo averla ultimata nel 2004, la vendette quattro anni dopo a Berkeley, in California.
Fan della serie Doctor Who, promise un Dalek a grandezza naturale a chi gli avrebbe procurato uno qualsiasi dei primi centootto episodi notoriamente cancellati della serie.
Nel 2014 ebbe un ictus che gli causò delle limitazioni nella parte sinistra del corpo.

## Discografia parziale

### Compilation
- 1998 – Ian Levine Presents Northern Soul Memories
- 1999 – Ian Levine Presents Northern Soul Memories, Vol 2
- 2002 – Northern Soul Memories Volumes 3 & 4
- 2004 – Reaching for the Best (The Norther Soul of Blackpool Mecca)
- 2014 – Twenty Four Hours a Day - The Disco Years
- 2014 – Beating Faster - The Hi-NRG Years
- 2023 – Ian Levine's Northern Soul Classics Volume 1
- 2023 – Ian Levine's Northern Soul Classics Volume 2
- 2023 – Ian Levine's Northern Soul Classics Volume 3
- 2023 – Ian Levine's Northern Soul Classics Volume 4
- 2023 – Ian Levine's Northern Soul Classics Volume 5
- 2023 – Ian Levine's Northern Soul Classics Volume 6
- 2024 – Ian Levine's Northern Soul Classics Volume 7
- 2024 – Ian Levine's Northern Soul Classics Volume 8
- 2024 – Ian Levine's Northern Soul Classics Volume 9